# Paul von Colindres

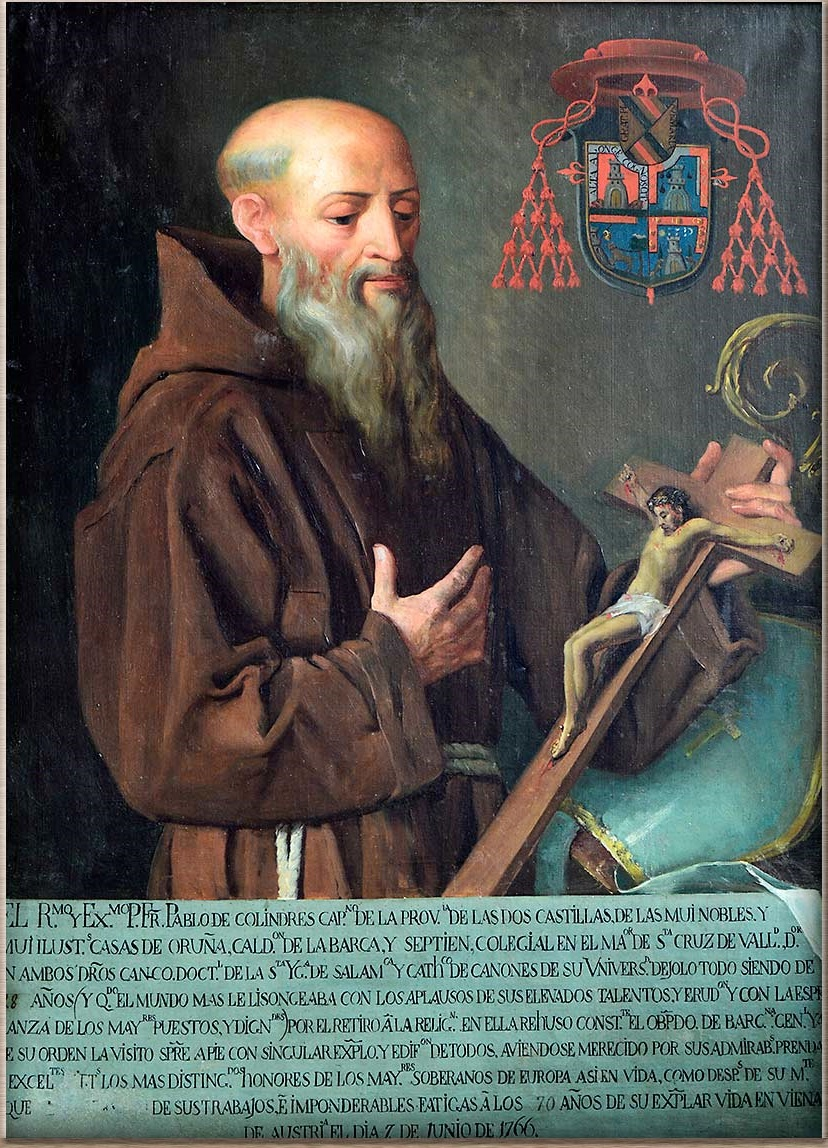
Paul von Colindres

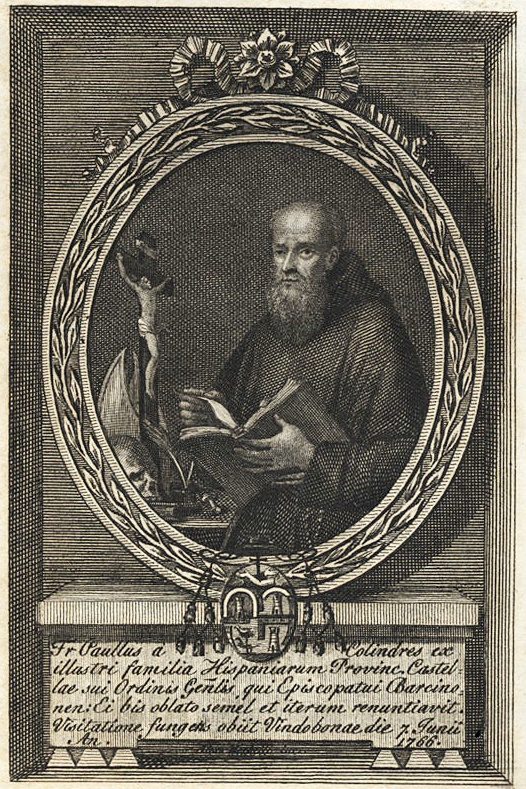
Zeitgenössischer Stich

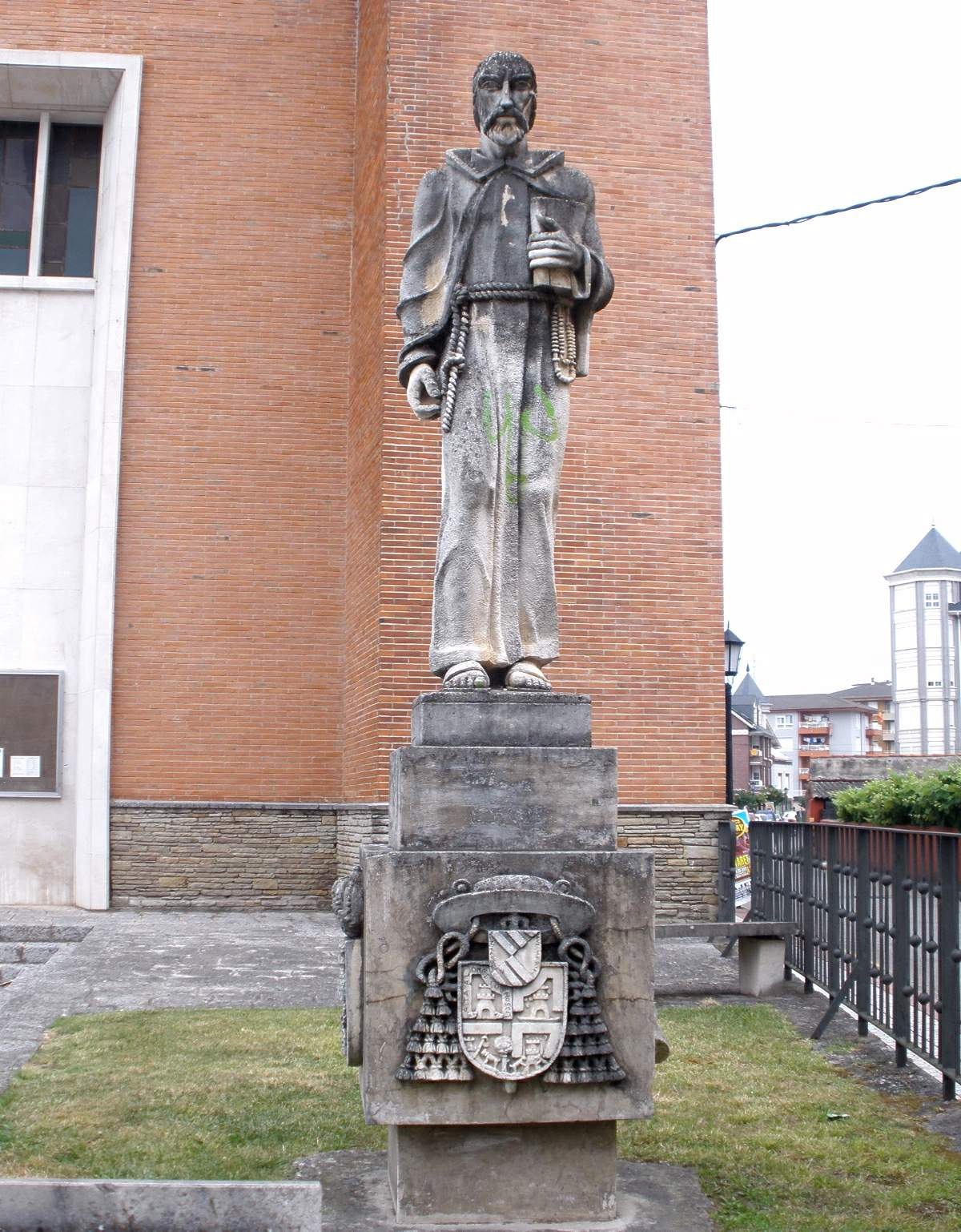
Denkmal in der Geburtsstadt Colindres

Paul von Colindres OFMCap (* 28. Oktober 1696 in Colindres, Kantabrien, Spanien; † 7. Juni 1766 in Wien) war ein spanischer Kapuziner und Generalminister (Generaloberer) des Gesamtordens. 

## Leben und Wirken
Er entstammte einer adligen Familie und hieß ursprünglich Pedro Francisco Antonio Oruña y Calderón de la Barca. Sein Bruder Juan Antonio Oruña († 1748) amtierte ab 1744 als Bischof von Osma. Die Eltern waren Pedro Antonio de Oruña und Manuela Calderón de la Barca.
Er studierte Jura, wählte den geistlichen Stand und lehrte kirchliches sowie weltliches Recht an der Universität Valladolid. An der Universität Salamanca erwarb er das Doktorat in Kirchenrecht. Bald berief man ihn als Domherr an die Kathedrale von Salamanca.   
Pedro Francisco Antonio Oruña y Calderón de la Barca trat 1725 in den Kapuzinerorden ein und erhielt den Ordensnamen Paulus, nach Kapuzinersitte verbunden mit seinem Herkunftsort. Er hieß daher im Orden Bruder „Paul von Colindres“. Aufgrund seiner Gelehrsamkeit und seiner Frömmigkeit stieg er dort rasch auf. Der Ordensgeneral Hartmann von Brixen ernannte ihn 1727 zum Sekretär der spanischen Provinz. Von 1727 bis 1733 begleitete Paul von Colindres den Oberen auf seinen ausgedehnten Visitationsreisen, wobei er am 28. Januar 1731, zu Freiburg im Breisgau, der Hauptstadt von Vorderösterreich, spanischen Soldaten in ihrer Muttersprache predigte. Ab 1735 lebte er fünf Jahre lang als Missionar im afrikanischen Oran und wurde 1746 Ordensminister der Provinz Spanien. Als er General-Definitor der Kapuziner geworden war, bot ihm König Ferdinand VI. das Bistum Barcelona an, was er jedoch aus Bescheidenheit ablehnte. Im Amt des Definitors nahm er am Generalkapitel von 1747 teil, das Sigismund von Ferrara zum Ordensgeneral erkor.  
Am 8. Mai 1761 wählte man Bruder Paul von Colindres zum 43. Generalminister des Kapuzinerordens. König Ferdinand IV. erhob ihn am 10. Juli 1762 zum Granden von Spanien. In seiner Generalatszeit visitierte er eifrig die Klöster und bereiste zu diesem Zweck sein Heimatland, Italien, Frankreich, Deutschland und Österreich. Im Oktober 1765 hielt er sich in Bonn auf, ebenso in Köln, wo ihm der Weihbischof Franz Kaspar von Franken-Siersdorf seine Aufwartung machte. Im Dezember weilte Paul von Colindres im Kapuzinerkonvent Bruchsal und traf mit dem Speyerer Fürstbischof Kardinal von Hutten zusammen.  Vom 17. bis zum 26. Januar 1766 besuchte der Generalobere Bamberg und wohnte im dortigen Kapuzinerkloster. Dann kam er in das Kapuzinerkloster Speyer. Hier übernachtete Paul von Colindres und besuchte das Rathaus sowie den Speyerer Dom, bevor er nach Mannheim an den kurfürstlichen Hof weiterreiste. Die zeitgenössischen Quellen bezeichnen ihn bei dieser Gelegenheit als bescheiden, freundlich und leutselig. Alle Berichte betonen, dass er angebotene Fahrgelegenheiten grundsätzlich ablehnte und alle Wege zu Fuß zurücklegte.   
Der Ordensgeneral befand sich im Juli 1766 in Wien, wo er an einem „hitzigen Brustkatarrh“ (wohl Lungenentzündung) erkrankte und im dortigen Kapuzinerkloster verstarb. Er wurde in der berühmten Wiener Kapuzinerkirche, der Begräbnisstätte der Habsburger, nahe beim Grab des seligen Marco d’Aviano beigesetzt. Seine Grabplatte mit Chronogramm ist erhalten; die Trauerpredigt erschien im Druck.
In seiner Geburtsstadt Colindres ist das „Colegio Público Fray Pablo de Colindres“ nach ihm benannt und man hat ihm ein Denkmal errichtet.